# Juan Izquierdo
Juan Manuel Izquierdo Viana (Montevidéu, 4 de julho de 1997 — São Paulo, 27 de agosto de 2024) foi um futebolista uruguaio que atuou como zagueiro. Seu último clube foi o Club Nacional de Football, da Primeira Divisão do Uruguai.
Izquierdo fez mais de 100 jogos na Primeira Divisão Uruguaia jogando por Cerro, Peñarol, Montevideo Wanderers, Liverpool e Nacional, conquistando o campeonato em 2022 e 2023 pelos dois últimos clubes, respectivamente. Ele também jogou brevemente na Liga MX do México pelo Atlético San Luis em 2021.

## Carreira
Nascido em Montevidéu, Izquierdo estreou profissionalmente pelo Cerro em 20 de fevereiro de 2018, em uma partida da Copa Sudamericana contra o Sport Rosario. Cinco dias depois, fez sua estreia na Primeira Divisão Uruguaia como substituto na derrota para o Nacional. Em sua primeira temporada, participou de 28 jogos e marcou um gol.
Em fevereiro de 2019, transferiu-se para o Peñarol e, após uma temporada com poucas aparições, assinou com o Montevideo Wanderers em 2020. No mesmo ano, marcou dois gols em uma vitória contra o Liverpool.
Izquierdo mudou-se para o Atlético San Luis em fevereiro de 2021, mas retornou ao Montevideo Wanderers em agosto após pouco sucesso no México. Em 2022, transferiu-se para o Nacional, onde jogou brevemente devido a uma fratura na tíbia.
Em 2023, retornou ao Liverpool, onde teve uma temporada de sucesso, ganhando o campeonato uruguaio e a Supercopa Uruguaya. Em janeiro de 2024, voltou ao Nacional para lidar com uma escassez de defensores e marcou seu primeiro gol pelo clube em maio, sendo seu último gol antes da morte em agosto.

## Morte
Em 22 de agosto de 2024, durante uma partida entre Nacional e São Paulo, válida pela Copa Libertadores, disputada no Estádio Morumbis, na capital paulista, Izquierdo se sentiu mal, perdeu o equilíbrio e desabou em campo. Imediatamente, jogadores das duas equipes e a arbitragem pediram auxílio médico; o jogador foi rapidamente atendido por paramédicos e levado de ambulância ao Hospital Albert Einstein, próximo ao estádio, com um quadro de arritmia cardíaca.
Em 26 de agosto, o diretor da Secretária Nacional de Esporte do Uruguai, Sebastián Bauzá, afirmou durante participação no programa esportivo uruguaio "Minuto 1", da rádio Carve Deportiva, que Izquierdo havia detectado uma arritmia no coração em 2014, quando tinha 17 anos.
Presidente do Nacional, Alejandro Balbi chegou a declarar que o atleta não apresentou problema cardíaco em exames realizados pelo clube.
“Os exames do atleta sempre foram normais e nunca teve nenhum episódio cardíaco”, disse o gestor.
Familiares vieram ao Brasil para acompanhar a situação do jogador de perto. Já a esposa, Selena, ficou no Uruguai para cuidar do filho recém-nascido do casal.
Izquierdo morreu cinco dias depois, na noite do dia 27 de agosto, aos 27 anos de idade. Segundo o boletim médico do hospital, o óbito foi devido a morte encefálica após uma parada cardiorrespiratória associada à arritmia cardíaca. Vários jogadores, autoridades e clubes do mundo do futebol prestaram suas homenagens ao zagueiro.
Izquerdo era casado e tinha dois filhos, sendo que um deles nasceu somente dez dias antes do seu falecimento.

## Títulos
Nacional
- Primeira Divisão Uruguaia: 2022

Liverpool - URU
- Primeira Divisão Uruguaia: 2023
- Supercopa Uruguaya: 2023